# Méréglise
Méréglise ist eine französische Gemeinde mit 106 Einwohnern (Stand: 1. Januar 2022) im Département Eure-et-Loir in der Region Centre-Val de Loire. Méréglise gehört zum Arrondissement Chartres und ist Teil des Kantons Illiers-Combray.

## Geographie
Méréglise liegt etwa 27 Kilometer westsüdwestlich von Chartres am Nordufer des Flusses Thironne. An der nördlichen Gemeindegrenze verläuft das Flüsschen Vallée de Reuse. Umgeben wird Méréglise von den Nachbargemeinden Illiers-Combray im Norden und Osten, Vieuvicq im Süden und Südosten sowie Montigny-le-Chartif im Westen und Südwesten.

## Bevölkerung
| Bevölkerungsentwicklung   | Bevölkerungsentwicklung | Bevölkerungsentwicklung | Bevölkerungsentwicklung | Bevölkerungsentwicklung | Bevölkerungsentwicklung | Bevölkerungsentwicklung | Bevölkerungsentwicklung | Bevölkerungsentwicklung |
| ------------------------- | ----------------------- | ----------------------- | ----------------------- | ----------------------- | ----------------------- | ----------------------- | ----------------------- | ----------------------- |
| Jahr                      | 1962                    | 1968                    | 1975                    | 1982                    | 1990                    | 1999                    | 2006                    | 2013                    |
| Einwohner                 | 72                      | 85                      | 67                      | 65                      | 74                      | 70                      | 82                      | 104                     |
| Quelle: Cassini und INSEE |                         |                         |                         |                         |                         |                         |                         |                         |

## Sehenswürdigkeiten
- Kirche Notre-Dame
- Schloss, 1730 erbaut, seit 2001 Monument historique

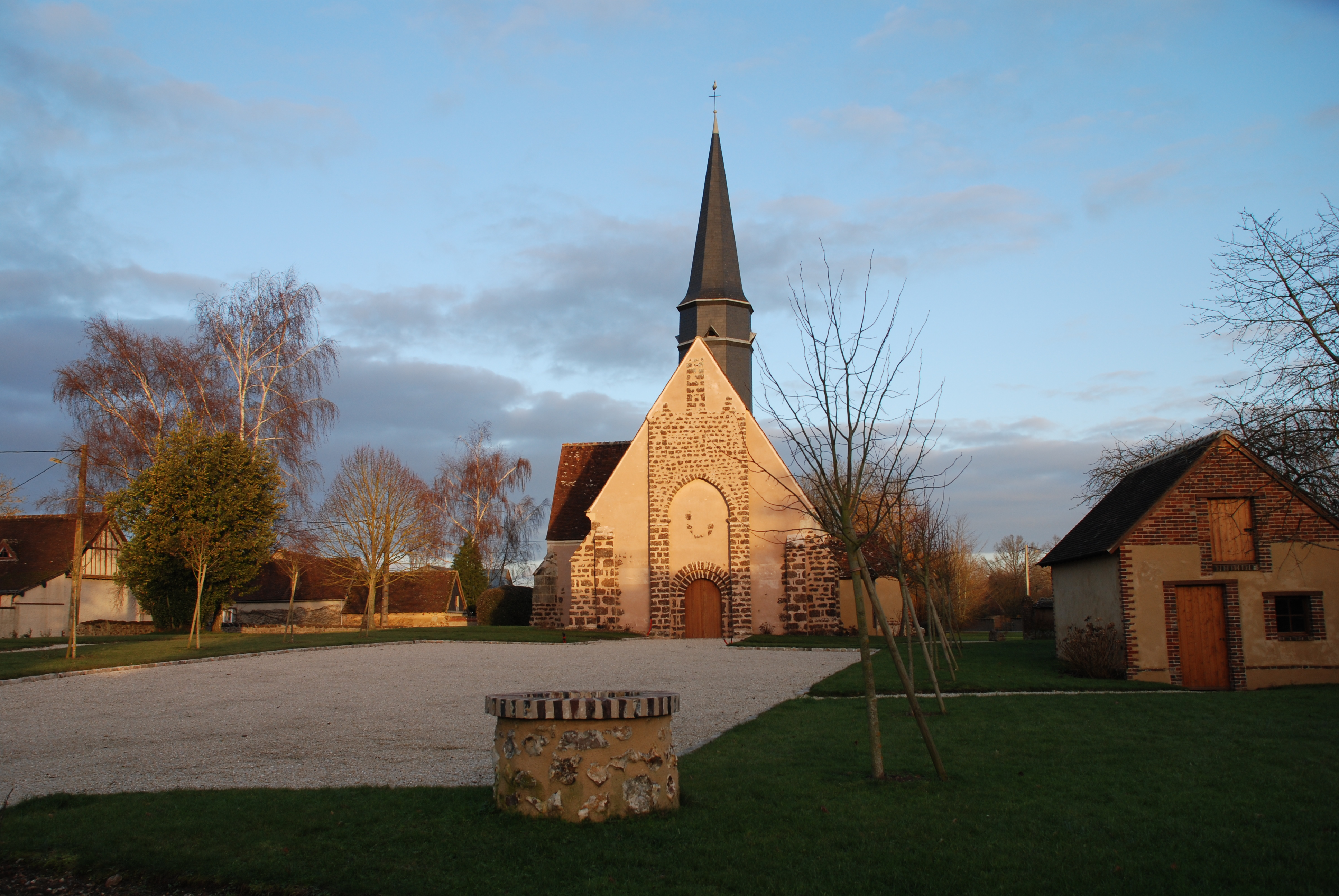
Kirche Notre-Dame